# INS-IGF2
INS-IGF2 (англ. INS-IGF2 readthrough) – білок, який кодується однойменним геном, розташованим у людей на 11-й хромосомі. Довжина поліпептидного ланцюга білка становить 200 амінокислот, а молекулярна маса — 21 537.
| 10         |  | 20         |  | 30         |  | 40         |  | 50         |
| ---------- |  | ---------- |  | ---------- |  | ---------- |  | ---------- |
| MALWMRLLPL |  | LALLALWGPD |  | PAAAFVNQHL |  | CGSHLVEALY |  | LVCGERGFFY |
| TPKTRREAED |  | LQASALSLSS |  | STSTWPEGLD |  | ATARAPPALV |  | VTANIGQAGG |
| SSSRQFRQRA |  | LGTSDSPVLF |  | IHCPGAAGTA |  | QGLEYRGRRV |  | TTELVWEEVD |
| SSPQPQGSES |  | LPAQPPAQPA |  | PQPEPQQARE |  | PSPEVSCCGL |  | WPRRPQRSQN |
|            |  |            |  |            |  |            |  |            |

A: Аланін

C: Цистеїн

D: Аспарагінова кислота

E: Глутамінова кислота

F: Фенілаланін

G: Гліцин

H: Гістидин

I: Ізолейцин

K: Лізин

L: Лейцин

M: Метіонін

N: Аспарагін

P: Пролін

Q: Глутамін

R: Аргінін

S: Серин

T: Треонін

V: Валін

W: Триптофан

Задіяний у такому біологічному процесі, як альтернативний сплайсинг. 